# Рас (село)
Рас (крымскотат. Ras, Рас) — исчезнувшее село в Первомайском районе Республики Крым, располагавшееся на западе района, у границы с Раздольненским, в степной части Крыма, примерно в 5,5 км юго-западнее современного села Привольное.

## История
Впервые селение встречается в Камеральном Описании Крыма… 1784 года, судя по которому, в последний период Крымского ханства Рас входил в Самарчик кадылык Перекопского каймаканства. После присоединения Крыма к России (8) 19 апреля 1783 года, (8) 19 февраля 1784 года, именным указом Екатерины II сенату, на территории бывшего Крымского ханства была образована Таврическая область и деревня была приписана к Евпаторийскому уезду. После павловских реформ, с 1796 по 1802 год входила в Акмечетский уезд Новороссийской губернии. По новому административному делению, после создания 8 (20) октября 1802 года Таврической губернии, Рас был включён в состав Джелаирской волости Евпаторийского уезда.
По Ведомости о волостях и селениях, в Евпаторийском уезде с показанием числа дворов и душ… от 19 апреля 1806 года в деревне Рас числилось 15 дворов, 78 крымских татар и 3 ясыров. На военно-топографической карте 1817 года деревня Рас обозначена с 14 дворами. После реформы волостного деления 1829 года Рас, согласно «Ведомости о казённых волостях Таврической губернии 1829 года» отнесли к Атайской волости (переименованной из Джелаирской). Видимо, вследствие эмиграции крымских татар в Турцию, деревня заметно опустела и на карте 1842 года Рас обозначен условным знаком «малая деревня», то есть, менее 5 дворов.
В 1860-х годах, после земской реформы Александра II, деревню приписали к Биюк-Асской волости. Согласно «Памятной книжке Таврической губернии за 1867 год», деревня была покинута жителями в 1860—1864 годах, в результате эмиграции крымских татар, особенно массовой после Крымской войны 1853—1856 годов, в Турцию и представляла собой помещичью экономию без населения. По обследованиям профессора А. Н. Козловского 1867 года, вода в колодцах деревни была пресная, а их глубина достигала 30—40 саженей «и более» (63—85 м). На трехверстовой карте Шуберта 1865—1876 года отмечен хутор Рас без указания числа дворов. Возрождено селение было в конце XIX века: согласно «…Памятной книжке Таврической губернии на 1892 год», в деревне Рас, входившей в Азгана-Карынский участок, было 7 жителей в 1 домохозяйстве.
Земская реформа 1890-х годов в Евпаторийском уезде прошла после 1892 года, в результате Расс приписали к Коджанбакской волости.
По «…Памятной книжке Таврической губернии на 1900 год» в деревне числился 41 житель в 7 дворах. По Статистическому справочнику Таврической губернии. Ч.II-я. Статистический очерк, выпуск пятый Евпаторийский уезд, 1915 год, в экономии Расс (А. М. Гелеловича) Коджамбакской волости Евпаторийского уезда числился 1 двор с населением в количестве 10 человек приписных жителей и 31 — «посторонних».
После установления в Крыму Советской власти, по постановлению Крымревкома от 8 января 1921 года № 206 «Об изменении административных границ» была упразднена волостная система и в составе Евпаторийского уезда был образован Бакальский район, в который включили село, а в 1922 году уезды получили название округов. 11 октября 1923 года, согласно постановлению ВЦИК, в административное деление Крымской АССР были внесены изменения, в результате которых округа были отменены, Бакальский район упразднён и село вошло в состав Евпаторийского района. Согласно Списку населённых пунктов Крымской АССР по Всесоюзной переписи 17 декабря 1926 года, в селе Расс, Коджамбакского сельсовета Евпаторийского района, числилось 13 дворов, все крестьянские, население составляло 92 человека, из них 57 немцев и 35 русских. После образования 15 сентября 1931 года Фрайдорфского еврейского национального района (в 1944 году переименованного в Новосёловский) Расс включили в его состав.
Вскоре после начала Великой Отечественной войны, 18 августа 1941 года крымские немцы были выселены, сначала в Ставропольский край, а затем в Сибирь и северный Казахстан. Последний раз Расс отмечен на двухкилометровке РККА 1942 года. Видимо, опустевшее село не возрождалось, поскольку в дальнейшем в доступных источниках не встречается.